# Stigmaphyllon panamense
Stigmaphyllon panamense är en tvåhjärtbladig växtart som beskrevs av C. Anderson. Stigmaphyllon panamense ingår i släktet Stigmaphyllon och familjen Malpighiaceae. Inga underarter finns listade i Catalogue of Life.